# 木星冰川
70°57′S 68°30′W / 70.950°S 68.500°W
木星冰川（英語：Jupiter Glacier）是南極洲的冰川，位於亞歷山大一世島東岸，長19公里、寬9公里，最終注入喬治六世海峽，在1935年11月23日由美國探險家拍攝空中照片。